# Nacionalni konzervativizam
Nacionalni konzervativizam nacionalistička je inačica konzervativizma, koja se uglavnom usredotoči na očuvanje nacionalnog i kulturnog identiteta. Nacionalni konzervativci obično kombiniraju domoljublje s konzervativnim stavovima, koji promiču tradicionalne kulturne vrijednosti, protivljenje imigraciji i obiteljske vrijednosti.
Dijeli karakteristike s tradicionalističkim konzervativizmom i društvenim konzervativizmom, s obzirom na to kako sve se tri varijacije imaju fokus na očuvanje i na tradiciju. Nacionalni konzervativizam nastoji očuvati nacionalne interese, tradicionalistički konzervativizam naglašava očuvanje društvenog poretka. Dodatno, društveni konzervativizam naglašava tradicionalne obiteljske vrijednosti koje reguliraju moralno ponašanje kako bi se očuvao nečiji tradicionalni status u društvu. Nacionalne konzervativne stranke često imaju korijene u krugovima s ruralnom, tradicionalističkom ili perifernom osnovom, u suprotnosti s više urbanom bazom podrške liberalno-konzervativnih stranaka. U Europi većina njih prihvaća neki oblik euroskepticizma.
Većina konzervativnih stranaka u postkomunističkoj središnjoj i istočnoj Europi od 1989. bile su nacionalno-konzervativne.